# Figulus capensis
Figulus capensis là một loài bọ cánh cứng trong họ Lucanidae. Loài này được Casstrom & Thunberg mô tả khoa học năm 1781.